# XD-Picture Card

Logo

La xD-Picture Card è un tipo di scheda di memoria flash ideata da Fujifilm e Olympus, produttori di macchine fotografiche e fu immessa sul mercato nel luglio 2002 in sostituzione del precedente tipo SmartMedia. Il nome xD deriva dall'acronimo extreme Digital. Le schede xD venivano prodotte dalla Toshiba e dalla Samsung Electronics per conto di Olympus e Fujifilm anche se ne esistevano di diverse marche tra cui SanDisk, Lexar e Kodak. Conobbero un certo successo negli anni 2000 in quanto garantivano una memoria fino a 2 GB, contro i 512 MB delle memorie SD dell'epoca. Dai primi anni 2010 le schede xD sono state soppiantate dalle nuove SD.
Le schede xD trovavano largo impiego nelle fotocamere digitali Fujifilm e Olympus e nella serie di registratori digitali prodotti sempre dalla Olympus. Fujifilm invece ha prodotto un lettore mp3 che si serviva di questo supporto.
Erano disponibili nei seguenti tagli 16, 32, 64, 128, 256, 512, 1024, 2048 MiB ed hanno dimensioni (fisiche) di 20 × 25 × 1,78 millimetri per un peso di 2,8 grammi.

## xD Type M e Type H

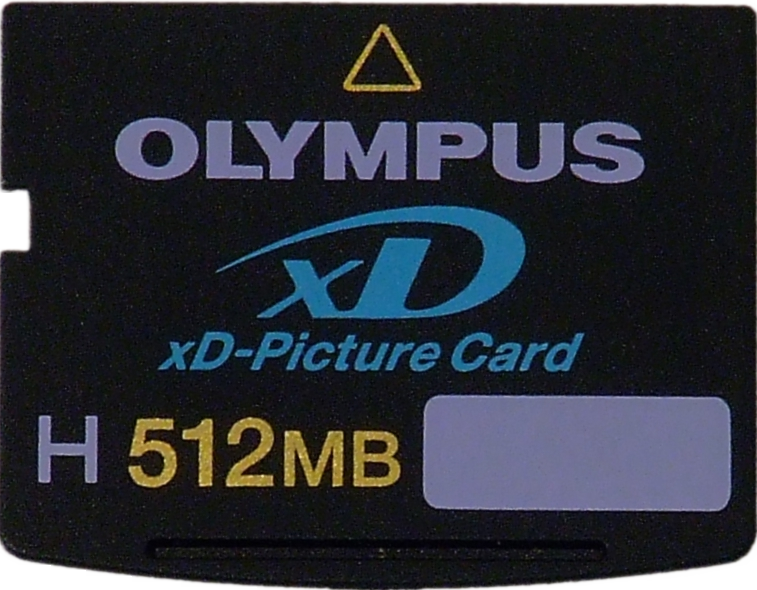
Una scheda di memoria xD Olympus da 512 MB

Le prime xD disponibili sul mercato avevano capacità comprese tra i 16 ed i 32 MB. Le xD Type M invece, prodotte dal febbraio 2005, utilizzavano l'architettura MLC (MultiLevel Cell) per raggiungere capacità teoriche di 8 GB. Al luglio 2007 la capacità massima di una xD Type M è di 2 GB. Sebbene le Type M offrissero una maggiore capacità di memorizzazione, esse erano più lente in lettura e scrittura rispetto alla versione originale.
Le xD Type H, prodotte a partire dal novembre 2005 offrivano capacità di memorizzazione pari a quelle delle Type M ad una velocità in lettura e scrittura più elevata (teoricamente 3 volte maggiore).
Secondo Olympus oltre alla velocità maggiore le xD Type H supportavano effetti speciali aggiuntivi sulle immagini quando utilizzate in alcuni modelli di fotocamere Olympus. Comunque queste caratteristiche erano semplicemente dipendenti dal software della fotocamera poiché non dipendono dall'hardware utilizzato per la costruzione della memoria. Data però la maggiore velocità di trasferimento dati, l'utilizzo di xD Type H era obbligatorio nel caso ad esempio di cattura video ad alta qualità (640 x 480 x 30 fps).
Nel 2010 i modelli di fotocamere Olympus e FujiFilm usciti sul mercato supportavano sia il formato xD sia il formato Secure Digital (SD) con particolare sollievo degli acquirenti in quanto il formato SD è di più facile reperimento e di costo nettamente inferiore a parità di capacità di memoria. Dal 2010 il formato xD è considerato obsoleto, rimpiazzato dallo standard SD, ma se ne continua la produzione.

## Retrocompatibilità
A causa del cambio di architettura di memorizzazione, le Type M e Type H potrebbero risultare incompatibili con modelli più obsoleti di fotocamere digitali. Le schede più nuove sono anche incompatibili con alcuni lettori di memory card. Inoltre se non si pone attenzione durante l'inserimento della scheda nel lettore, si cortocircuita la scheda rendendola inutilizzabile con la conseguenza di perdere i dati, e quindi da buttare. È preferibile collegare la scheda al computer tramite la fotocamera e cavo USB. Anche utilizzando questo modo, in alcuni casi si verificano ancora perdite di dati, ma la scheda continua a funzionare.